# 아르카이오스포라목
아르카이오스포라목(Archaeosporales)은 취균문에 속하는 균류 목의 하나이다. 남조류와 내생균근 또는 세포흡수작용을 통한 공생 관계를 맺는 것으로 보인다. 자유 생물체는 관다발식물 진화 훨씬 이전 22억년의 선캄브리아 시대 화석 기록까지 거술러 올라간다.

## 하위 분류
- 아르카이오스포라과 (Archaeosporaceae)
- Geosiphonaceae